# 福音ルター派自由教会
福音ルター派自由教会（ふくいんルターはじゆうきょうかい、ドイツ語:  Evangelisch-Lutherische Freikirche 、略称 ELFK ）は、ドイツにある小規模なルター派の自由教会である。神学的には16世紀に作られたルター派信条を固守する厳格な保守派である。設立は1876年で、教会共同体の大半はザクセン王国にあった。ヴァイマル共和国時代の1923年に公法人上の社団という法的地位を得た。ファシズム体制のナチスドイツ、共産主義体制の東ドイツという政治体制の激変に直面しながらも、教会組織を守り通した。2021年現在、16の教会共同体を有しているが、その多くが旧東独のザクセン州にある。ザクセン州以外のドイツ各地にも、小規模な集会所があり、礼拝と説教をおこなっている。加えて、隣国オーストリアのフォアアールベルク州にも集会所がある。福音ルター派自由教会 (ELFK) には約1250人の教会員が在籍している (2018年現在) 。

## 歴史
1871年、ザクセン王国において支配的な存在であったルター派領邦教会から、一部のルター派が離脱した。この者たちが後に福音ルター派自由教会を結成することになる。当時、隣国のプロイセン王国においてルター派と改革派教会による合同教会である古プロイセン合同福音主義教会が設立されていた。ザクセン王国では、改革派教会信徒は僅かな数に過ぎず、教会合同という動きも起きなかった。けれども、ルター派が圧倒的に優勢だったザクセン王国においても、神学的自由主義の影響が浸透した。その結果、ルター派以外の信徒と共に聖餐に与ることを認めるルター派牧師たちが目立つようになっていた。これは他教派との合同聖餐を禁じるルター派信条からの逸脱でもあった。このような状況に危機感をもった信条主義的保守派が、1871年にザクセン王国のルター派領邦教会から離脱し、ルター派信条を厳格に解釈し守る新たな共同体を設立した。1876年に、この者たちが福音ルター派自由教会に結集したのである。領邦教会から離脱し、ドイツ帝国内諸邦からも独立したことで、初めて「自由教会」という名称を用いたルター派教会が設立されたのである。フリードリヒ・ルーラントが初代プレゼス (議長) として就任した。
1877年、フリードリヒ・ブルンによって指導されていたルター派教会共同体がヘッセン＝ナッサウ福音主義教会から離脱し、福音ルター派自由教会に加わった。この集団はかなり前からザクセンの信条主義的ルター派と接触していた。その翌年、バイエルン王国のルター派も加わった。さらに、ドイツ帝国内諸邦に住む信条主義的ルター派主義者たちも、このルター派自由教会結集した。1911年、デンマークのルター主義者たちも加わったため、教会名称にあった「ドイツ」が消え、福音ルター派自由教会という名称になった。
このルター派自由教会はドイツ系アメリカ人によって設立されたルター派教会ミズーリシノッドとも密接なつながりをもった。ルター派自由教会の創成期において、ザクセン王国出身で米国に移住し、ミズーリシノッドの初代議長になった信条主義ルター派神学者のカール・フェルディナント・ヴィルヘルム・ワルサーから大きな影響を受けた。ルター派自由教会のフリードリヒ・ルーラント初代プレゼス (議長)は北米のルター派ミズーリシノッドで発展した信条主義神学から影響を受けた。ルター派教会ミズーリシノッドとの教会間交流は20世紀においても継続した。
第2次世界大戦後、福音ルター派自由教会の教会共同体 (ELFK) は鉄のカーテンによって分断された。1972年、西ドイツ側にある福音ルター派自由教会に属する教会共同体は独立福音ルター派教会 (SELK) に加わった。同年、東ドイツ側の福音ルター派自由教会(ELFK)は古プロイセンルター派教会と共に同じ東独地区にある独立福音ルター派教会 (SELK) と交流協定を締結した。しかしながら、この教会間交流協定は1984年に破棄された。批判的聖書研究とエキュメニズムへの対処をめぐる論議において、一致点を見出すことや妥協も出来ず、決裂したからであった。ベルリンの壁が崩壊し、東西ドイツの交流が可能になった1989年、独立福音ルター派教会 (SELK) に合流していた西ドイツ側の福音ルター派自由教会の一部が、独立福音ルター派教会 (SELK)から離脱して再び福音ルター派自由教会 (ELFK) に戻った。

## 教義

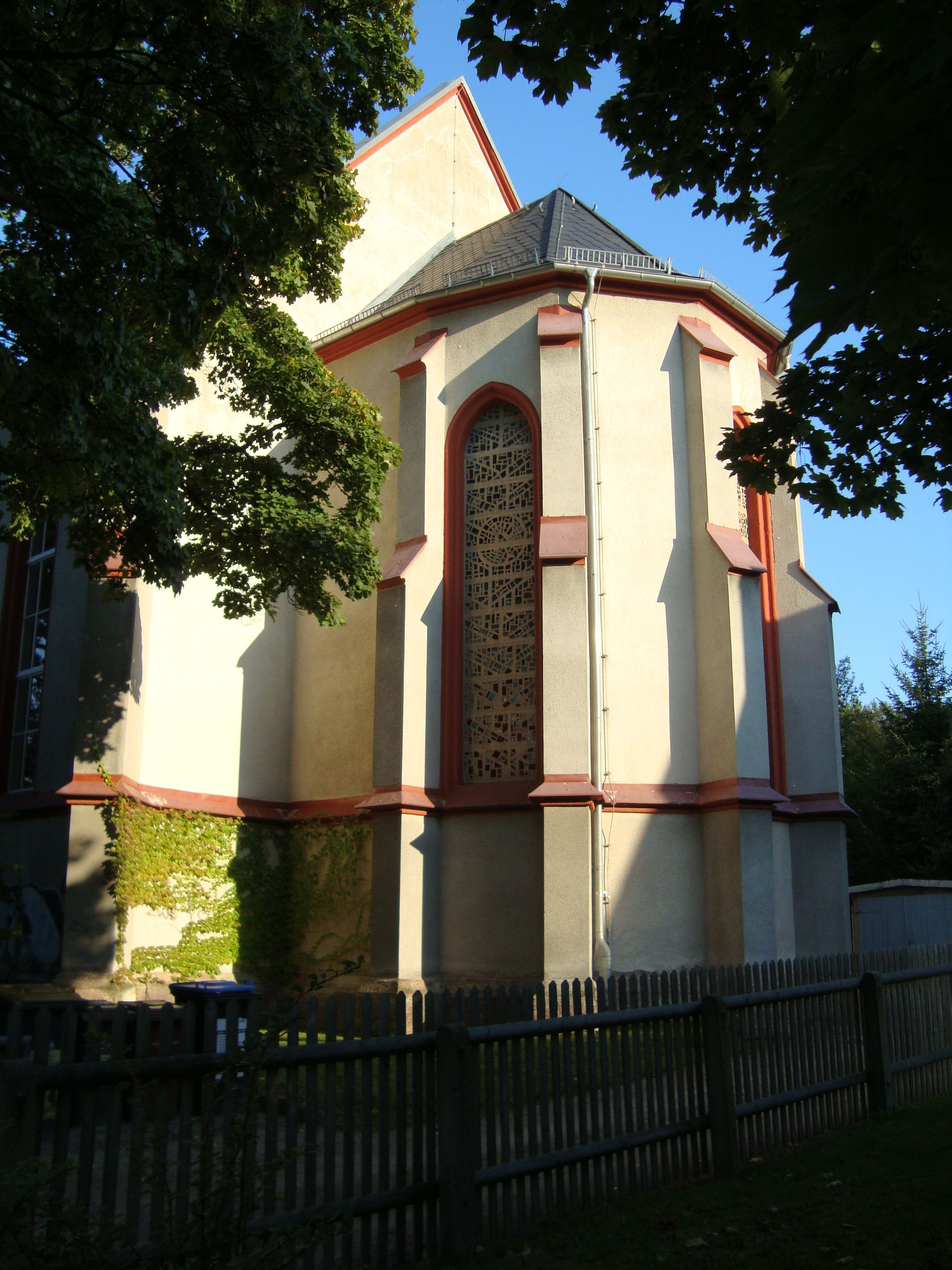
三位一体教会（ケムニッツ）

福音ルター派自由教会の神学は、ヴィッテンベルクの宗教改革者マルティン・ルターによる伝統的教義に刻印されている。テモテへの第二の手紙3章16節において「聖書全体は神の霊によるもので」とあるように、聖書は神の霊によって記述され、誤りなきものとするものである。
1580年に刊行された福音ルター派教会の信条集『一致信条書』は聖書を誤りなきものとし、教会において聖書が正しく解釈されるとした。
一致信条書には、使徒信条、アウグスブルク信仰告白、マルティン・ルターによる小教理問答書も含まれている。この教会の牧師になろうとする者は、聖書とルター派一致信条書に従う誓約を任職前に義務づけられる。
福音ルター派自由教会 (ELFK) の教義はルター派信条を固守する保守的な特徴に彩られている。その教義によって、自派教会員だけの閉鎖的聖餐が守られ、女性の牧師任職も否定される。その結果、福音ルター派自由教会の聖餐礼拝には自派以外のルター派や他教派の信徒の参加は許されず、将来であっても女性が牧師に任職されることもない。

## 教会組織
この自由教会に属する教会共同体は自立した存在である。これらの教会共同体が連合する形で教会総会を形作っている。福音ルター派自由教会 (ELFK)の教会総会は2年ごとに開催され、加盟している16の教会共同体はそれぞれ牧師と信徒代表を派遣する。教会共同体から委任されたことことで、総会代議員たちは総会の議論と議決に加わる。この教会総会において、教会内外の管理事項や諸課題が検討された上で決議される。総会はこの自由教会の代表者であるプレゼス (議長) を選出し、権限と職務を委ねる。教会総会において選出された代表者は、その職務遂行に際して常に責任を負う。
霊的指導者としてのプレゼス (議長)は教会総会で選出される。その任期は4年である。プレゼス (議長)は教会総会と総会評議会の議長職にも就くと同時に、福音ルター派自由教会 (ELFK) の牧師であり続ける。2018年以降この職にあるのは、ミヒャエル・ヘルプストである。
総会評議会はこの自由教会の指導部であり、プレゼス (議長)と2人の牧師、2人の信徒代議員によって構成される。総会評議会は教会総会で認められた運営方針に則り、教会運営全般を担う。同時に、全体教会を代表する。

## 教会共同体
- パウル・ゲルハルト教会共同体 ベルリンおよびブランデンブルク州 、(礼拝説教開催集会所： グランゼー、 クラインマハノウ、 キューリッツ)[4]
- 三位一体教会共同体ケムニッツ－(ザクセン州) [5]
- 聖十字架教会共同体クリミチャウ－(ザクセン州) [6]
- 三位一体教会共同体ドレスデン－(ザクセン州) [7]
- 聖十字架教会共同体グラウハウ－(ザクセン州) [8]
- 十字架教会共同体グライフスヴァルト－ (メクレンブルク＝フォアポンメルン州) [9]
- シオン教会共同体ハルテンシュタイン－(ザクセン州ツヴィカウ近郊) [10]
- 聖三位一体教会共同体 ライプツィヒ－(ザクセン州)[11]
- ベツレヘム教会共同体 レンゲンフェルト－(ザクセン州 フォークトラント郡) 、礼拝説教開催集会所プラウエン フォークトラント郡)[12]
- ヨハネス教会共同体ネルハウ－(ザクセン州) [13]
- イマヌエル教会共同体 ニーダーフレミングー(ブランデンブルク州 テルトウ＝フレーミング郡 )、礼拝説教開催集会所 (ユーターボーク、ゼルノウ、ニーベンドルフ＝ハインスドルフ、ノネンドルフ) [14]
- 聖パウルス教会共同体 ザールフェルト－(テューリンゲン州) 、(礼拝説教開催集会所：アルテンゲゼース、ヘッセン州シュテエーデン)[15]
- エマオ教会共同体シェーンフェルト－(ザクセン州エールツゲビルク郡)[16]
- パウルス教会共同体 –南ドイツ各地 (礼拝説教開催集会所：クライルスハイム・フィヒテンベルク ( バーデン＝ヴュルテンベルク州北東部シュヴェービッシュ・ハル郡)、ミュンヘン、 シュトラウビング (バイエルン州ニーダーバイエルン行政管区)、ヴァンゲン・イム・アルゴイ ( バーデン＝ヴュルテンベルク州 ラーヴェンスブルク郡)、ルーデッシュ( オーストリア フォアアールベルク州)[17]
- 聖ペトリ教会共同体ツヴィカウ－(ザクセン州) [18]
- 聖ヨハネス教会共同体プラーニッツ－(ザクセン州・ツヴィカウ近郊) [19]

## 教会施設

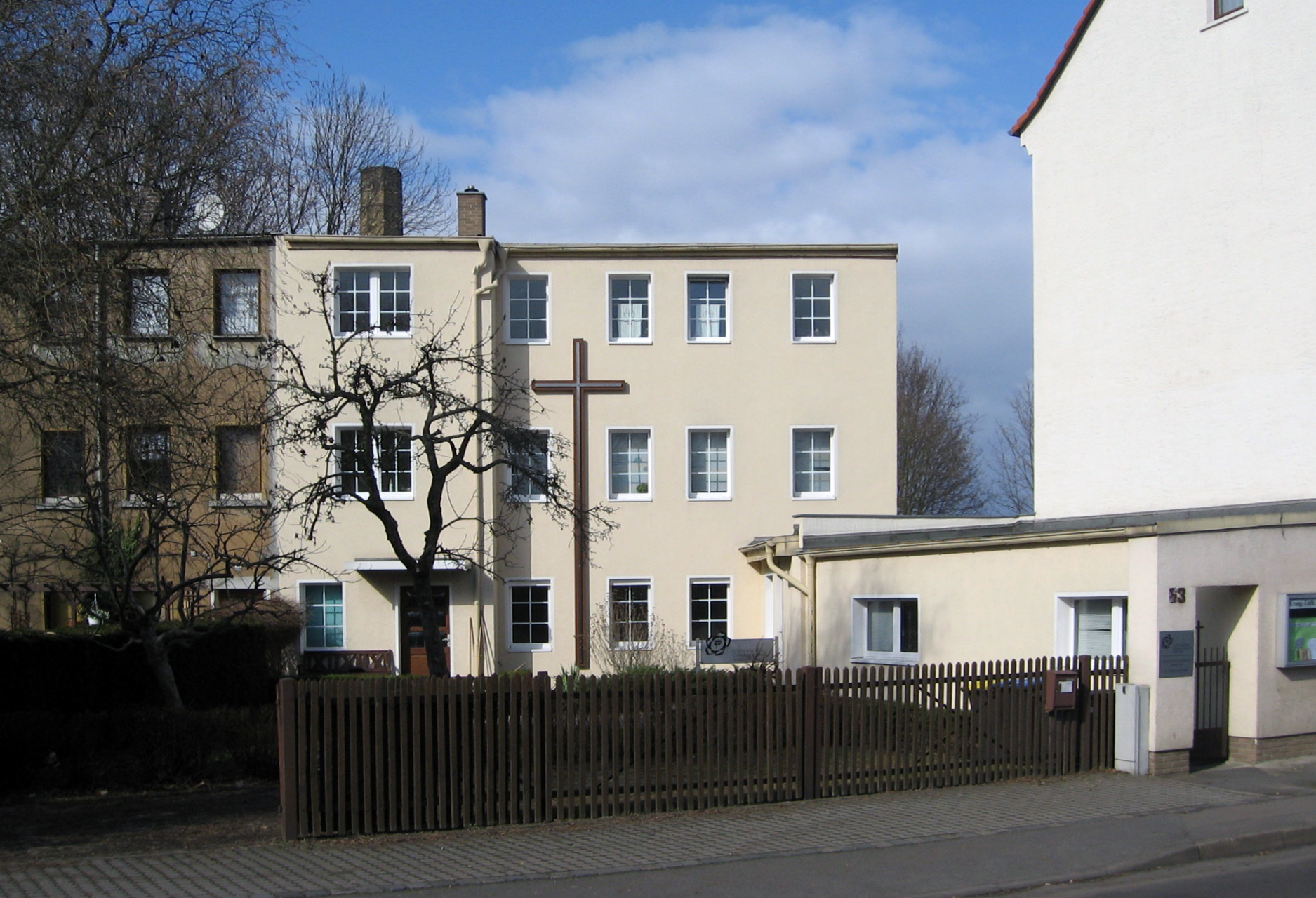
福音ルター派自由教会 (ELFK)
ルター派神学校 (ライプツィヒ)

他の教派と比べてみても教会員数が極めて少ないに関わらず、この自由教会はかなりの数の教会関連施設を運営維持している。
1953年、福音ルター派自由教会 (ELFK) はライプツィヒに小規模ながら神学校を開校し、維持し続けている。これは次世代の後継者を確保し、過去を回顧することを可能にするためである。冷戦による東西ドイツ分断の固定化によって、独自の神学校施設は不可欠な存在になった。福音ルター派自由教会 (ELFK) は神学教育において、他の信条主義的ルター派教会と共に、西ドイツ側にあるオーバーウルゼル・ルター派神学大学を設立し運営に加わっていた。しかしながら、神学生が西側の神学大学に入学しても、東ドイツに戻ることは出来なくなり、東側に独自の神学校を設立することになった。なお、東ドイツ時代のライプツィヒには、国立のライプツィヒ大学神学部、ザクセン福音ルター派州教会等の東独地区のルター派州教会が運営していた「ライプツィヒ神学校」(1990–1992年までは「ライプツィヒ教会立神学大学」)があったが、福音ルター派自由教会 (ELFK) はこれらの神学教育機関とは一切関わらなかった。
独立福音ルター派自由教会 (ELFK) が経営に深く関与する形で、コンコルディア・キリスト教書店とその出版部門がザクセン州ツヴィカウで運営されている。なお、この書店は19世紀にまで起源をたどることができる。2001年、同地において、マルティン・ルター博士グルントシューレ (初等学校) を開設した。

## 教会間交流
ドイツにある他のルター派自由教会と比べても、福音ルター派自由教会 (ELFK) はエキュメニズム運動に対して明確に否定的態度を示している。福音ルター派自由教会 (ELFK) では、教義と実践において完全な同意が必要不可欠と見なしているからである。そのため、独立福音ルター派教会 (SELK) やドイツ福音主義教会 (EKD) 等、ドイツにある殆どの教派が属しているドイツ・キリスト教会活動共同体 (ACK) には加盟せず、信条主義福音ルター派会議という自派の国際組織にしか加わっていない。なお、この教派組織に入っているルター派は、他教派だけでなく、ルター派世界連盟 (LWB)や世界ルター派評議会とも一切交流をしない。そのため、欧州の大半の福音主義教会が加わった「ロイエンベルク一致協約」にも加わっていない。

## 外部(公式)サイト
- / 福音ルター派自由教会 (ドイツ語)